# Lotnisko Juist
Port lotniczy Juist (IATA: JUI, ICAO: EDWJ) – mały port lotniczy położony na wyspie Juist, w kraju związkowym Dolna Saksonia, w Niemczech.

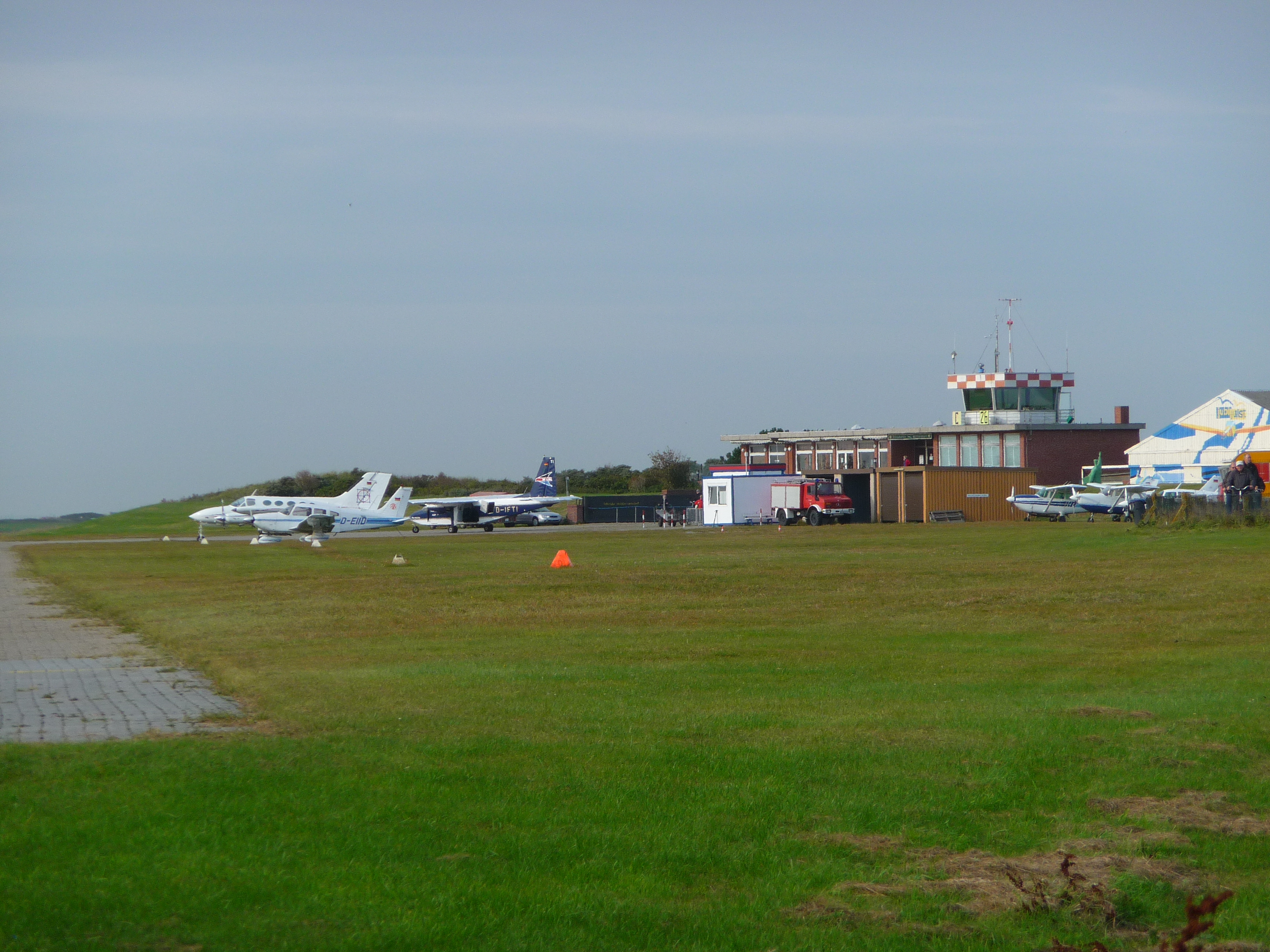
Port lotniczy Juist
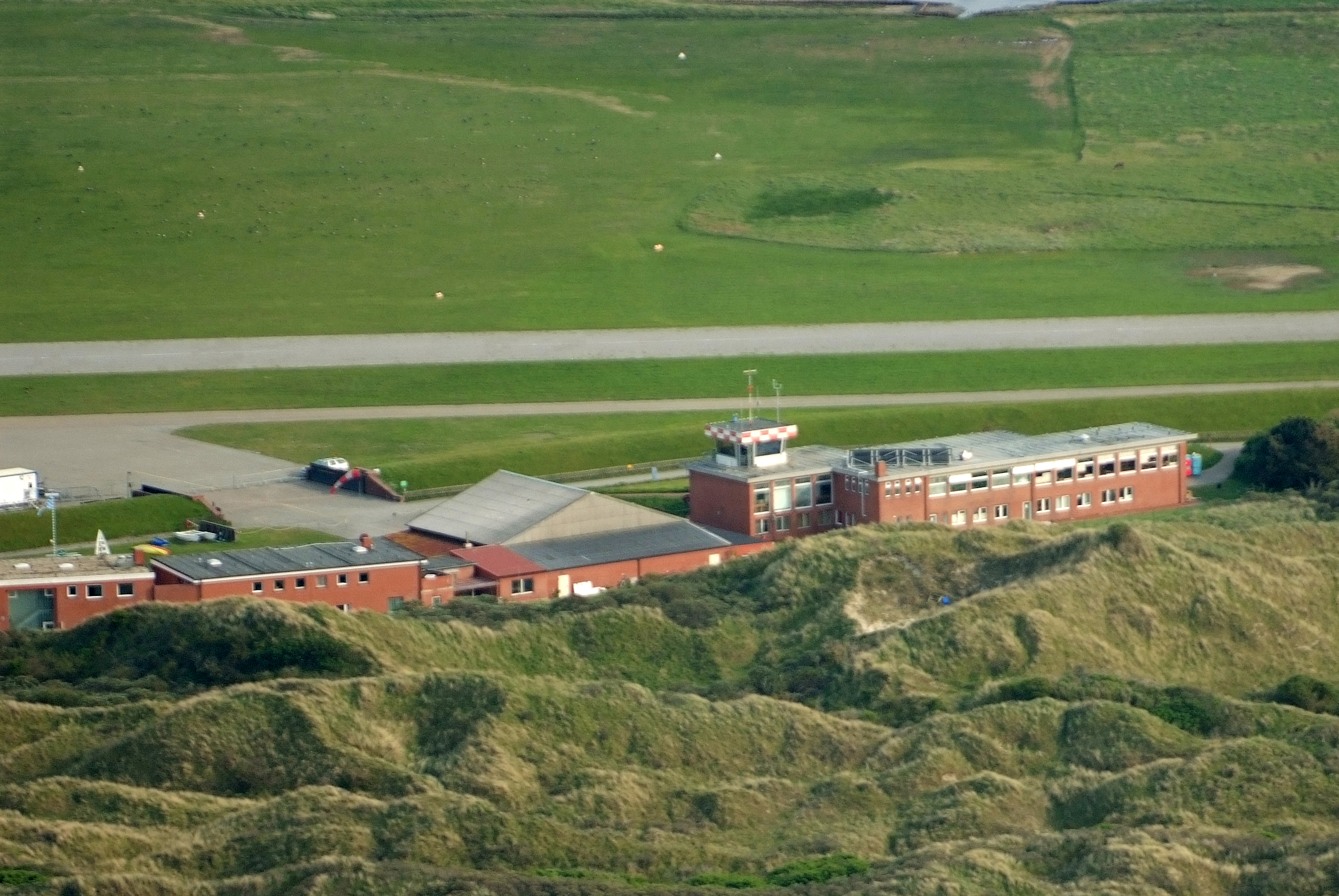
Wieża
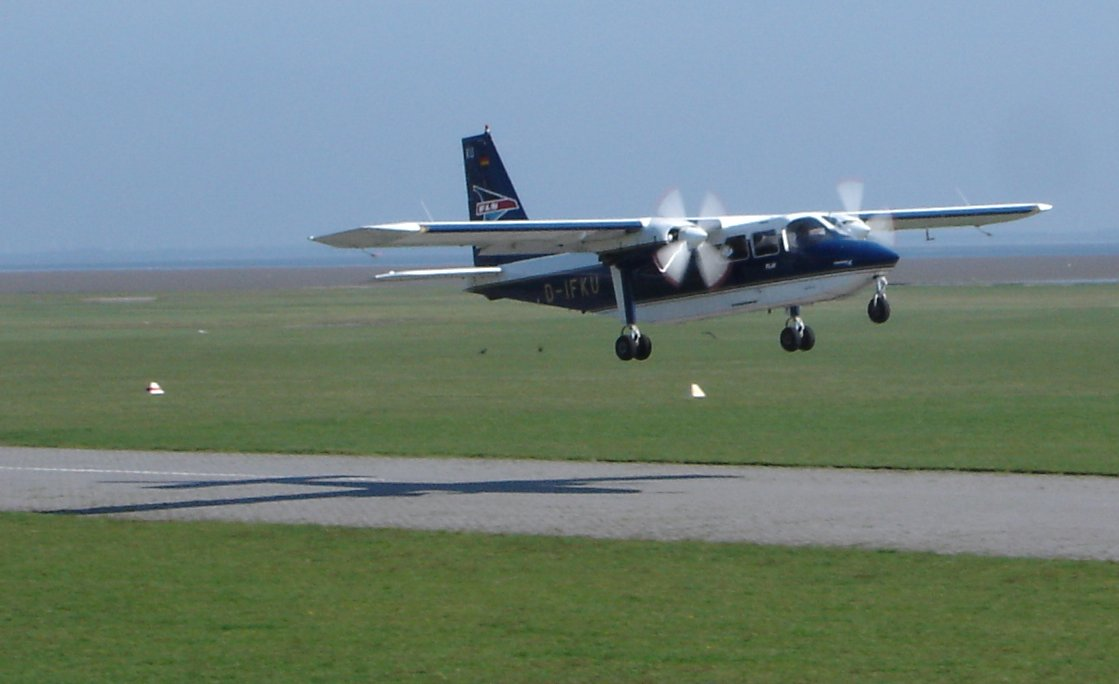
BN-2B